# 호놀룰루 당밀 유출 사고
호놀룰루 당밀 유출 사고는 2013년 9월 호놀룰루 항구에서 당밀 1,400톤이 유출된 사고이다. 유출 사실은 2013년 9월 9일 확인되었다. 이 당밀은 운송회사인 맷슨 주식회사의 파이프 균열로 인해 누출된 것으로 확인되었다. 당밀은 규제품으로, 맷슨 주식회사 및 정부는 당밀 유출에 대비한 비상 계획을 가지고 있었다. 자연 정화와 날씨 때문에 항구와 석호 근처의 당밀은 자연적으로 희석 및 세척될 것으로 예상된다.
항구 지역의 다이버들은 당밀이 항구 바닥으로 침전되면서 광범위한 산소 부족으로 인해 모든 바다생물이 당밀로 인해 사망한 것으로 보인다고 보고했다. 다양한 종의 산호가 손상 또는 사망했으며, 물고기 26,000마리 이상과 기타 해양종이 질식으로 사망했다.
이 당질은 마우이섬의 하와이 상업 및 설탕 주식회사에서 생산, 가공되며 육지로 판매할 예정이었다. 맷슨은 30년동안 호놀룰루 항구에서 당밀을 운송했으며 약 7일에 한 번 운송한다.

## 같이 보기
- 보스턴 당밀 유출 사고 (1919년 1월)